# Martin Ziaja
Martin Ziaja (* 16. September 1981 in Moers) ist ein deutscher Musiker.

## Leben
Ziaja spielte in diversen Musikprojekten / Bands wie Sandy, Marc Terenzi, Cosmo Klein, The Pops/Der Popolski Show, Xaver Fischer, Yamaha Hausband, Wolfsheim, Lou Bega, Hape Kerkeling, Mars, Declan, Boy George, Udo Jürgens, Lionel Richie, Danke Anke (2002/Hausband), TV total, Karaoke Showdown (RTL), Kölner Treff (Hausband) und mit der Schweizer Pop- und Soulsängerin Stefanie Heinzmann. Außerdem ist er Bassist und musikalischer Leiter in der Band von Vanessa Mai.
Ziaja wurde vor allem durch seine gemeinsamen Auftritte mit Achim Hagemann bekannt. Als Bassgitarrist der pseudo-polnischen Kabarett-Blaskapelle The Pops war er unter dem Pseudonym Janusz Popolski in Der Popolski Show auf Tour. Mit dieser Band wurde er 2006 für den Prix Pantheon nominiert. In der Rolle des Janusz Popolski trat er in der WDR-Produktion Chacken in der WDR als stummer Protagonist mehrerer Einspielfilme auf.
Martin Ziaja lebt in Düsseldorf und arbeitet als Musiklehrer.

## Ehrungen und Auszeichnungen
- zweimaliger 1. Preisträger des Wettbewerbs Jugend jazzt des Deutschen Musikrats
- Nominierung für den Prix Pantheon mit der Kapelle The Pops